# Stanisław Wohl

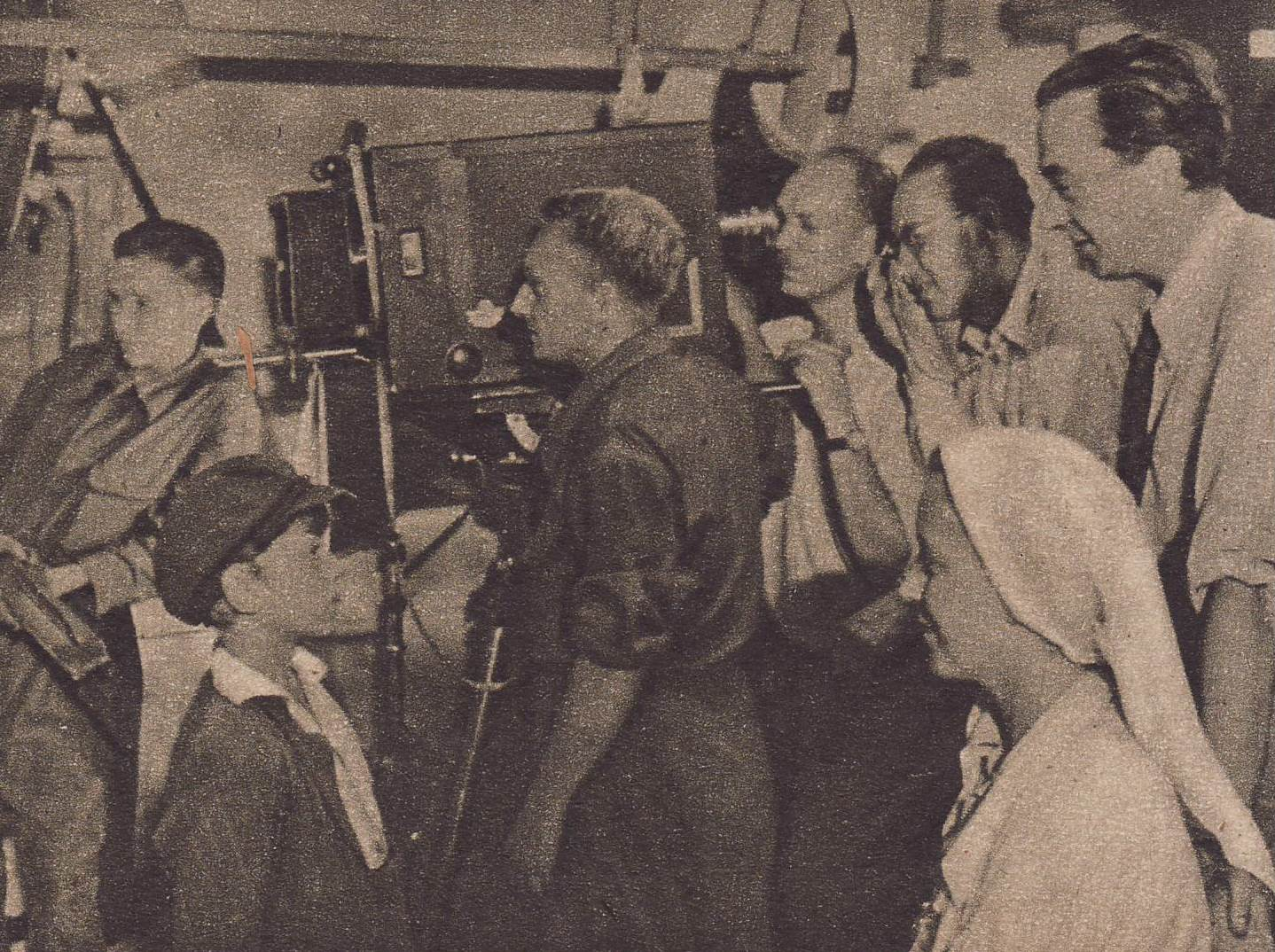
Krystyna Swinarska, Eugeniusz Cękalski, Stanisław Wohl, Seweryn Kruszyński i Tadeusz Owczarek podczas kręcenia filmu Jasne łany, 1947

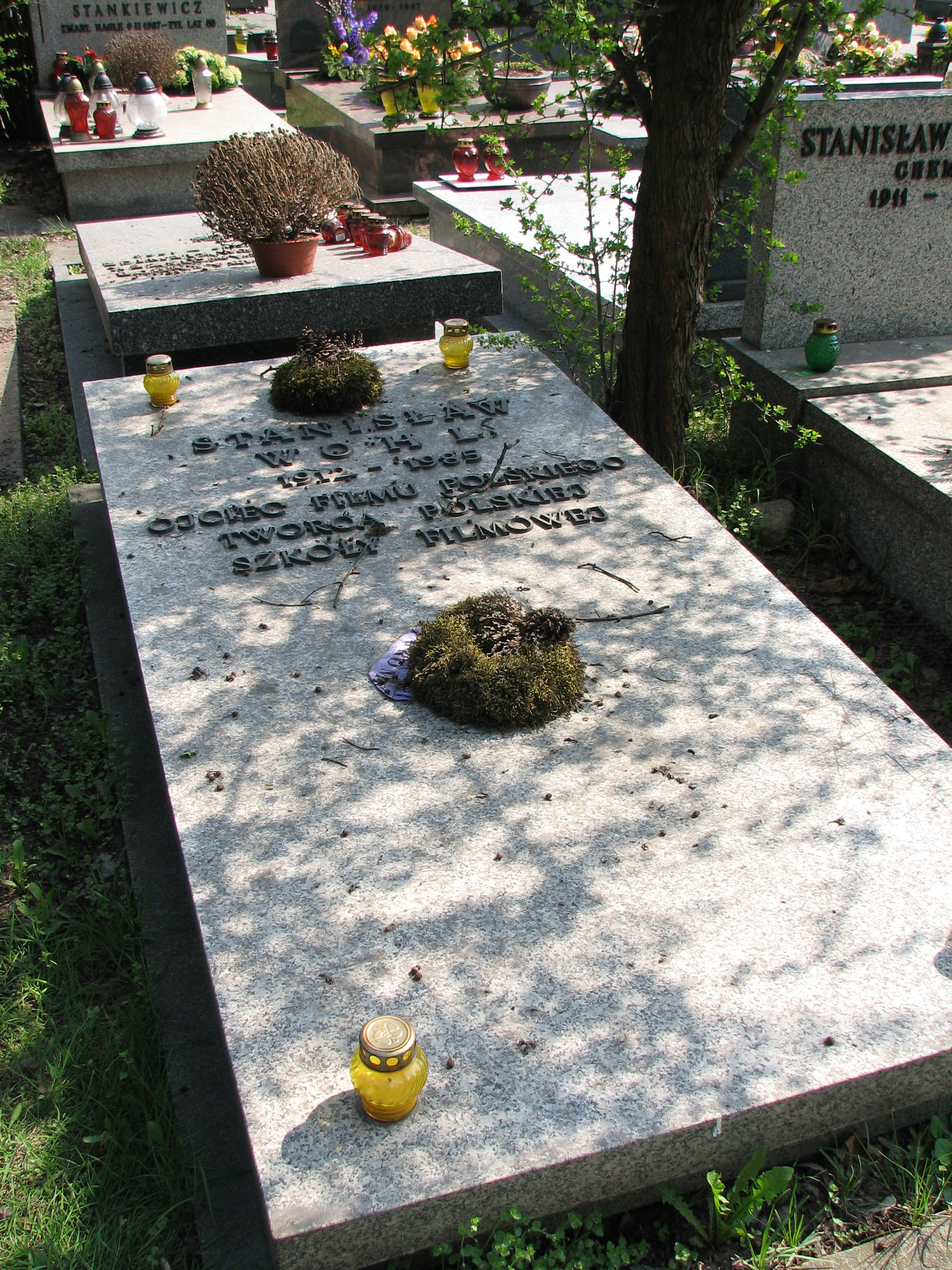
Grób Stanisława Wohla na cmentarzu Wojskowym na Powązkach

Stanisław Wohl (ur. 24 lipca 1912 w Warszawie, zm. 21 maja 1985 tamże) – polski operator filmowy, scenarzysta i reżyser.

## Życiorys
Ukończył École Technique de Photographie et de Cinematographie, Sorbonne, w Paryżu w 1932 roku. Należał do założycieli Stowarzyszenia Miłośników Filmu Artystycznego „Start” (1930), Związku Producentów Filmów Krótkometrażowych (1933) i Spółdzielni Autorów Filmowych (1935).
W latach 1943–1945 był frontowym operatorem filmowym. W stopniu podpułkownika pełnił obowiązki zastępcy dowódcy Czołówki Filmowej I Dywizji WP. W 1944 roku należał do korpusu oficerów polityczno-wychowawczych 1. Dywizji Piechoty im. Tadeusza Kościuszki.
W latach 1945–1948 był członkiem PPR, od 1948 roku należał do PZPR. Od 1946 do 1947 pełni funkcję dyrektora technicznego Filmu Polskiego. W latach 1948–1981 wykładał na PWSF w Łodzi. Był pierwszym dziekanem jej Wydziału Operatorskiego (1948–1951 i 1952–1958) oraz prorektorem (1959–1968). Wykładał także sztukę filmową na American Film Institute w Hollywood i w Zurychu. W 1967 objął stanowisko prezesa Międzynarodowego Centrum Współpracy Szkół Filmowych (CILECT), którego był współzałożycielem. W latach 1961–1968 był kierownikiem artystycznym Zespołu Filmowego Syrena.
Był mężem aktorki Haliny Billing-Wohl, ojcem aktora, reżysera i producenta Andrzeja Wohla.
Zmarł w Warszawie, pochowany na cmentarzu Wojskowym na Powązkach (kwatera C39-5-5).

## Filmografia

### Scenariusz
- 1966–1970 – Czterej pancerni i pies
- 1960 – Tysiąc talarów
- 1954 – Domek z kart
- 1948 – Co ty tutaj robisz?
- 1938 – Strachy

### Reżyseria
- 1984 – Hania
- 1971 – Złote koło
- 1963 – Przygoda noworoczna
- 1962 – Troje i las
- 1960 – Tysiąc talarów
- 1948 – Co ty tutaj robisz?
- 1946 – Dwie godziny
- 1937 – Trzy etiudy Chopina
- 1934 – Centymetr, gram, sekunda
- 1933 – Morze

### Zdjęcia
- 1958 – Kalosze szczęścia
- 1957 – Król Maciuś I
- 1956 – Zemsta
- 1954 – Autobus odjeżdża 6:20
- 1954 – Opowieść atlantycka
- 1953 – Żołnierz zwycięstwa
- 1949 – Za wami pójdą inni
- 1949 – Dom na pustkowiu
- 1948 – Co ty tutaj robisz?
- 1947 – Zdradzieckie serce
- 1947 – Jasne łany
- 1947 – Nawrócony
- 1946 – Dwie godziny
- 1946 – Teatr mój widzę ogromny
- 1945 – K.R.N. 1943–1945
- 1945 – Niewidzialny wróg
- 1943 – Przysięgamy ziemi polskiej
- 1939 – Nad Niemnem
- 1939 – Żołnierz królowej Madagaskaru
- 1938 – Strachy
- 1937 – Gore!
- 1937 – Zwiedzajmy Warszawę
- 1937 – Sobótki
- 1937 – Trzy etiudy Chopina
- 1936 – Londyn w obiektywie filmowców polskich
- 1936 – We mgle
- 1936 – Nad Tamizą
- 1935 – Serek i chleb
- 1935 – Uwaga
- 1935 – W kopalni węgla
- 1934 – Przebudzenie
- 1934 – Kazimierz nad Wisłą
- 1934 – Centymetr, gram, sekunda
- 1934 – Zamarłe echo
- 1934 – Wśród gwiazd
- 1933 – Czerwiec

### Kompozytor
- 1970 – W chłopskie ręce

### Aktor
- 1996 – Filmówka jako on sam (zdjęcia archiwalne)
- 1979 – Debiut
- 1934 – Hallo radio

### Producent
- 1937 – Trzy etiudy Chopina
- 1936 – Londyn w obiektywie filmowców polskich
- 1936 – We mgle
- 1936 – Nad Tamizą

## Ordery i odznaczenia
- Order Sztandaru Pracy II klasy
- Krzyż Komandorski Orderu Odrodzenia Polski (1975)[5]
- Krzyż Oficerski Orderu Odrodzenia Polski (14 lipca 1955)[6]
- Krzyż Kawalerski Orderu Odrodzenia Polski (1946)
- Złoty Krzyż Zasługi (22 stycznia 1946)[7]
- Krzyż Walecznych (1946)
- Srebrny Krzyż Zasługi (1945)
- Brązowy Medal „Zasłużonym na Polu Chwały” (1943)
- Medal 40-lecia Polski Ludowej (1984)[8]
- Medal 10-lecia Polski Ludowej (1955)
- Złota Odznaka Honorowa Towarzystwa Przyjaźni Polsko-Radzieckiej (1967)[9]

## Nagrody
- Państwowa Nagroda Artystyczna III stopnia w dziale kinematografii za zdjęcia w filmie Dom na pustkowiu (1950)[10]
- Nagroda Państwowa I stopnia za działalność operatorską w minionym 10-leciu (1955)[11]

## Upamiętnienie
27 października 2000 został uhonorowany gwiazdą w Alei Gwiazd przy ulicy Piotrkowskiej w Łodzi.